# Grzegorz Mazur
Grzegorz Mazur (ur. 1952) – polski historyk, badacz dziejów Polskiego Państwa Podziemnego, profesor Uniwersytetu Jagiellońskiego. 

## Życiorys
W 1976 ukończył studia historyczne na Uniwersytecie Jagiellońskim. Habilitował się w 1996 przed Radą Wydziału Historycznego UJ na podstawie rozprawy: Pokucie w latach II wojny światowej. Położenie ludności, polityka okupantów, działalność podziemia. W 2008 uzyskał tytuł profesorski.
Autor monografii „Biuro Informacji i Propagandy AK 1939–45” i pracy „Pokucie w latach II wojny światowej”, „Życie polityczne polskiego Lwowa 1918–1939”. Współautor prac „Konspiracja lwowska 1939–1944. Słownik biograficzny”, „Kto był kim w II Rzeczypospolitej?”, „Wojna i okupacja na Podkarpaciu i Podhalu”, „Kronika 2350 dni wojny i okupacji Lwowa”. Publikował w kwartalniku emigracyjnym „Zeszyty Historyczne”.
Był promotorem dziesięciu prac doktorskich, m.in. Adriana Tyszkiewicza.

## Wybrane publikacje
- Akcja dywersyjna „N”. Dokumenty i materiały z archiwum Tadeusza Żenczykowskiego, oprac., przedmową i przypisami opatrzył Grzegorz Mazur, Wrocław: Towarzystwo Przyjaciół Ossolineum 2000.
- Biuro Informacji i Propagandy SZP [Służby Zwycięstwu Polski], ZWZ [Związku Walki Zbrojnej], AK [Armii Krajowej] 1939–1945, przedm. Aleksander Gieysztor, Warszawa: „Pax” 1987.
- Generał Mieczysław Smorawiński. Syn ziemi turkowskiej i kaliskiej, Turek : Miejska i Powiatowa Biblioteka Publiczna im. Włodzimierza Pietrzaka 2012.
- (współautor: Jerzy Węgierski), Konspiracja lwowska 1939–1944. Słownik biograficzny, Katowice: „Unia” 1997.
- Pokucie w latach drugiej wojny światowej: położenie ludności, polityka okupantów, działalność podziemia, Kraków: UJ 1994.